# Lobt Gott, ihr Christen alle gleich
|  |  |

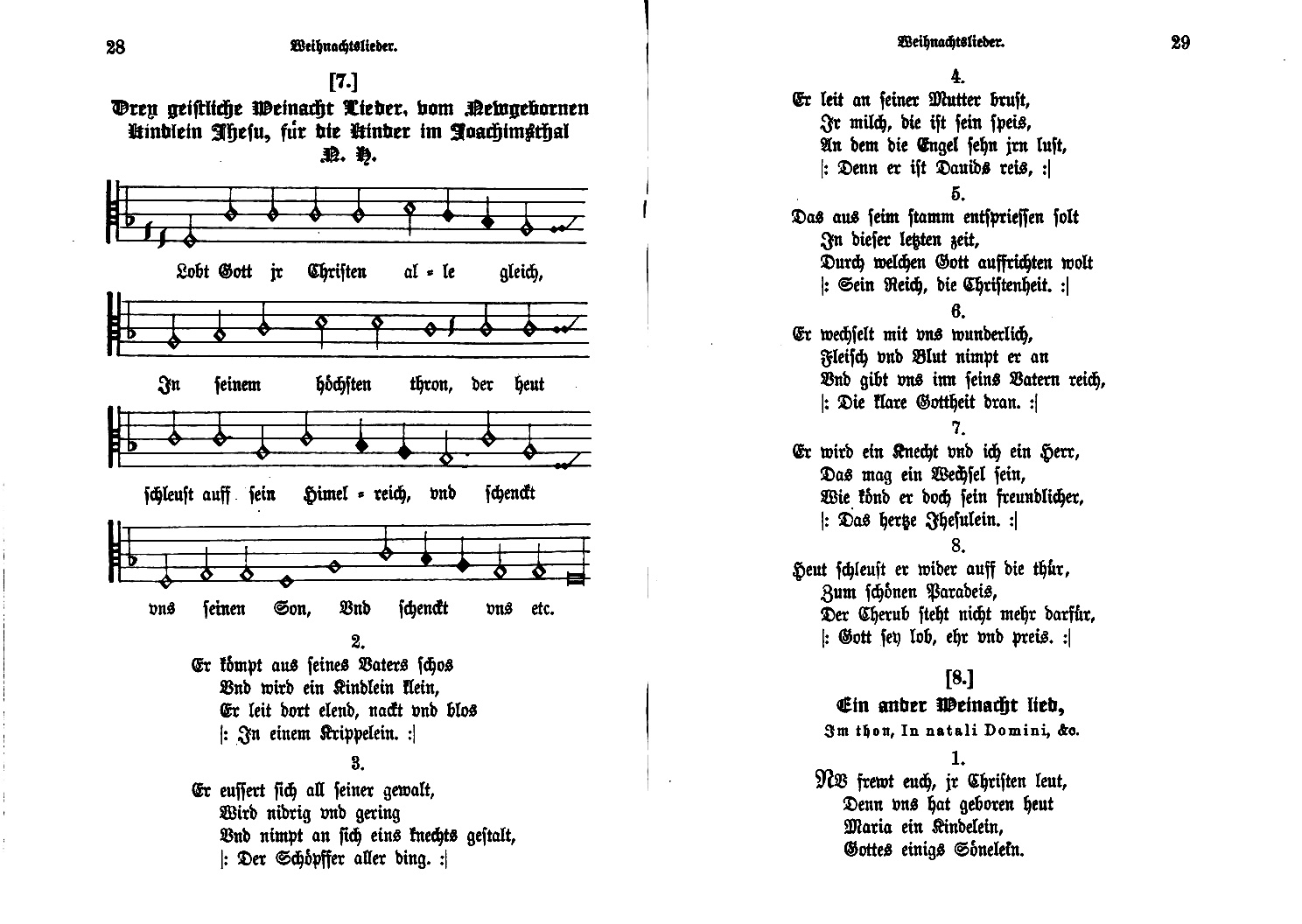
Nikolaus Herman: Lobt Gott, ihr Christen alle gleich, 1561 (1895)

Lobt Gott, ihr Christen alle gleich ist ein Kirchenlied zum Weihnachtsfest, dessen Text und Melodie von Nikolaus Herman (um 1480–1561) stammen und in den 1550er Jahren erstmals veröffentlicht wurden.

## Überlieferungsgeschichte

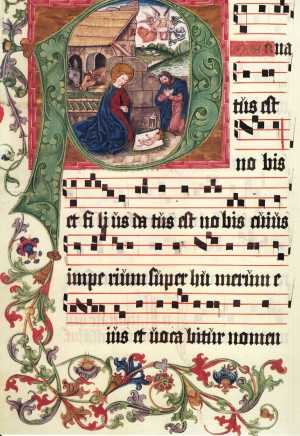
Weihnachts-Introitus Puer natus est nobis in gregorianischer Quadratnotation; im Tetrardus authenticus:Datei:Puer.natus.est.ogg

Die Erstveröffentlichung des vollständigen Textes wird traditionell auf das Jahr 1560 datiert, als er zusammen mit der Melodie in Wittenberg gedruckt wurde. Die Melodie war zuvor schon 1554 mit anderem Text Kommt her, ihr lieben Schwesterlein veröffentlicht worden. Eine unfertige und druckfehlerbehaftete Frühfassung von Text und Melodie ist allerdings bereits um 1550 in einer Liedflugschrift Drey geistliche Weyhnacht/ lieder, vom Newgebornen kindlin Jesu/ für die kinder im Joachimstal nachweisbar.
Die erste Zeile wird seit Beginn des 17. Jahrhunderts auch in der Variante Lobt Gott, ihr Christen, allzugleich gesungen. So lautet meist auch die Überschrift von Orgelbearbeitungen aus dieser Zeit.
Das ursprünglich achtstrophige Weihnachtslied fand in einer sechsstrophigen Fassung (1.2.3.6.7.8) Aufnahme in das Evangelischen Gesangbuch (Nr. 27), in das ELKG Evangelisch-Lutherisches Kirchengesangbuch (Selbständige Evangelisch-Lutherische Kirche), und in das Mennonitische Gesangbuch (MG 262), sowie in einer vierstrophigen (1.2.3.8) in das katholische Gotteslob (GL 247; GLalt 134).

## Text
Thema des Textes ist die Kondeszendenz Gottes in der Menschwerdung des Sohnes und die Vergöttlichung des von der Sünde erlösten Menschen – der „fröhliche Wechsel“. Der Text wurde in mehrere Sprachen übersetzt.
1. Lobt Gott, ir Christen, alle gleich,

In seinem höchsten thron,

Der heut schleust auff sein Himelreich,

|: Und schenckt uns seinen Son. :|

2. Er kömpt aus seines Vaters schos

Und wird ein Kindlein klein,

Er leit dort elend, nackt und blos

|: In einem Krippelein. :|

3. Er eussert sich all seiner gewalt,

Wird nidrig und gering

und nimpt an sich eins knechts gestalt,

|: Der Schöpffer aller ding. :|

4. Er leit an seiner Mutter brust,

Ir milch, die ist sein speis,

An dem die Engel sehn irn lust,

|: Denn er ist Davids reis. :|

5. Das aus sein stamm entspriessen solt

In dieser letzten zeit,

Durch welchen Gott auffrichten wolt

|: Sein Reich, die Christenheit. :|

6. Er wechselt mit uns wunderlich,

Fleisch und Blut nimpt er an

und gibt uns inn seins Vatern reich

|: die klare Gottheit dran. :|

7. Er wird ein Knecht und ich ein Herr,

das mag ein Wechsel sein,

Wie könnd er doch sein freundlicher,

|: Das herze Jhesulein. :|

8. Heut schleust er wider auff die thür,

zum schönen Paradeis,

der Cherub steht nicht mehr darfür.

|: Gott sey lob, ehr und preis. :|

## Melodie
Die Melodie zeigt Anklänge an geistliche Bergreihen. Herman benutzte die Melodie eines Johannisreigens, dem er den Rhythmus einer Allemande gab.
Die Weise zeigt aber auch deutliche Verwandtschaft mit der gregorianischen Introitus-Antiphon Puer natus est nobis (Ein Kind ist uns geboren), die im siebenten Kirchenton komponiert ist.
Die durch Tonrepetitionen rhythmisch vorwärtsdrängende Melodie wurde vor allem im Barock vielfach musikalisch bearbeitet.
So finden sich auch im Werk Johann Sebastian Bachs gleich mehrere von der Fassung 1554 abweichende Varianten der Melodie. In der Sammlung Kirchenlied (1938) wurde die Melodiefassung von BWV 151/5 (Schlusschoral der Kantate Süßer Trost, mein Jesus kömmt) verwendet, was viele katholische Diözesangesangbücher aus der Zeit vor der Einführung des Gotteslob übernahmen:

## Übersetzungen
Ins Dänische übersetzt, „Nu vil vi sjunge og være glad…“, zuerst von Hans Christensen Sthen 1578, neu übersetzt 1848 von Carl Joachim Brandt, bearbeitet 1885 und aufgenommen in das dänische Gesangbuch für Sønderjylland 1925. Die Fassung von Brandt erschien dann im dänischen Kirchengesangbuch, Den Danske Salmebog, Kopenhagen 1953, Nr. 91, übernommen in Den Danske Salmebog, Kopenhagen 2002, Nr. 110. Auch im Gesangbuch der dänischen Heimvolkshochschulbewegung, Højskolesangbogen, 18. Ausgabe, Kopenhagen 2006, Nr. 221 (Melodie von Thomas Laub, 1881).